# Lockhartia micrantha
Lockhartia micrantha es una especie de orquídea epifita originaria de América.

## Descripción
Es una orquídea de tamaño medio con hábitos de epifita con un tallo pendular, completamente envuelto por muchas hojas dísticas, imbricadas, basalmente juntas, triangulares, totalmente conduplicada. Florece en una inflorescencia no ramificada, de 1 a 2 flores, de 2 cm de largo que aparece cerca del ápice de las hojas con pequeñas flores que no se abren completamente ocurriendo en el invierno y la primavera.

## Distribución y hábitat
Se encuentra en Nicaragua, Costa Rica, Panamá y Colombia en las selvas a altitudes de 10 a 1000 metros.

## Taxonomía
Lockhartia micrantha fue descrita por Heinrich Gustav Reichenbach y publicado en Botanische Zeitung (Berlin) 10(44): 768. 1852.
Etimología
Lockhartia: nombre genérico otorgado en homenaje a Sir David Lockhart, superintendente del Imperial Jardín Botánico de Trinidad y Tobago, en el siglo XVIII.
micrantha: epíteto latíno que significa "flor pequeña".
Sinonimia
- Lockhartia chiriquiensis Schltr.
- Lockhartia lankesteri Ames
- Lockhartia pandurata Pupulin[6]